# Harisnyás Pippi kalandjai (film, 1961)
A Harisnyás Pippi kalandjai (eredeti címén Shirley Temple's Storybook: Pippi Longstocking) amerikai televíziós film. A forgatókönyvet írta Astrid Lindgren, rendezte William Crewson, a zenéjét szerezte Mack David, a producer Paul Bogart, a főszerepben Gina Gillespie látható.

## Cselekmény
A főhős neve: Harisnyás Pippi. Egyszer egy napon egy pöttyös ló hátán megy be a vidéki kisvárosba, és a Kutyavilágba költözik. Egymagában él ott, de vele van egy kis majom, Nielsson úr. Eközben nemsokára barátokra lel: Tomira és Annikára. Közösen sok kalandot élnek át, és vidámságos tréfákat terveznek el. Prüsselies kisasszony legszívesebben azonnal beadná lelencházba Pippit.

## Szereposztás
| Szereplő                           | Színész          | Magyar hang | Leírás |
| ---------------------------------- | ---------------- | ----------- | ------ |
| Narrátor                           | Shirley Temple   | ?           |        |
| Susan Scholfield / Harisnyás Pippi | Gina Gillespie   | ?           |        |
| rendőr                             | Ted de Corsia    | ?           |        |
| rendőr                             | William Edmonson | ?           |        |
| anya                               | Barbara Eiler    | ?           |        |
| Miss Lindquist                     | Renie Riano      | ?           |        |
| apa                                | Willard Waterman | ?           |        |